# Örökmozgó

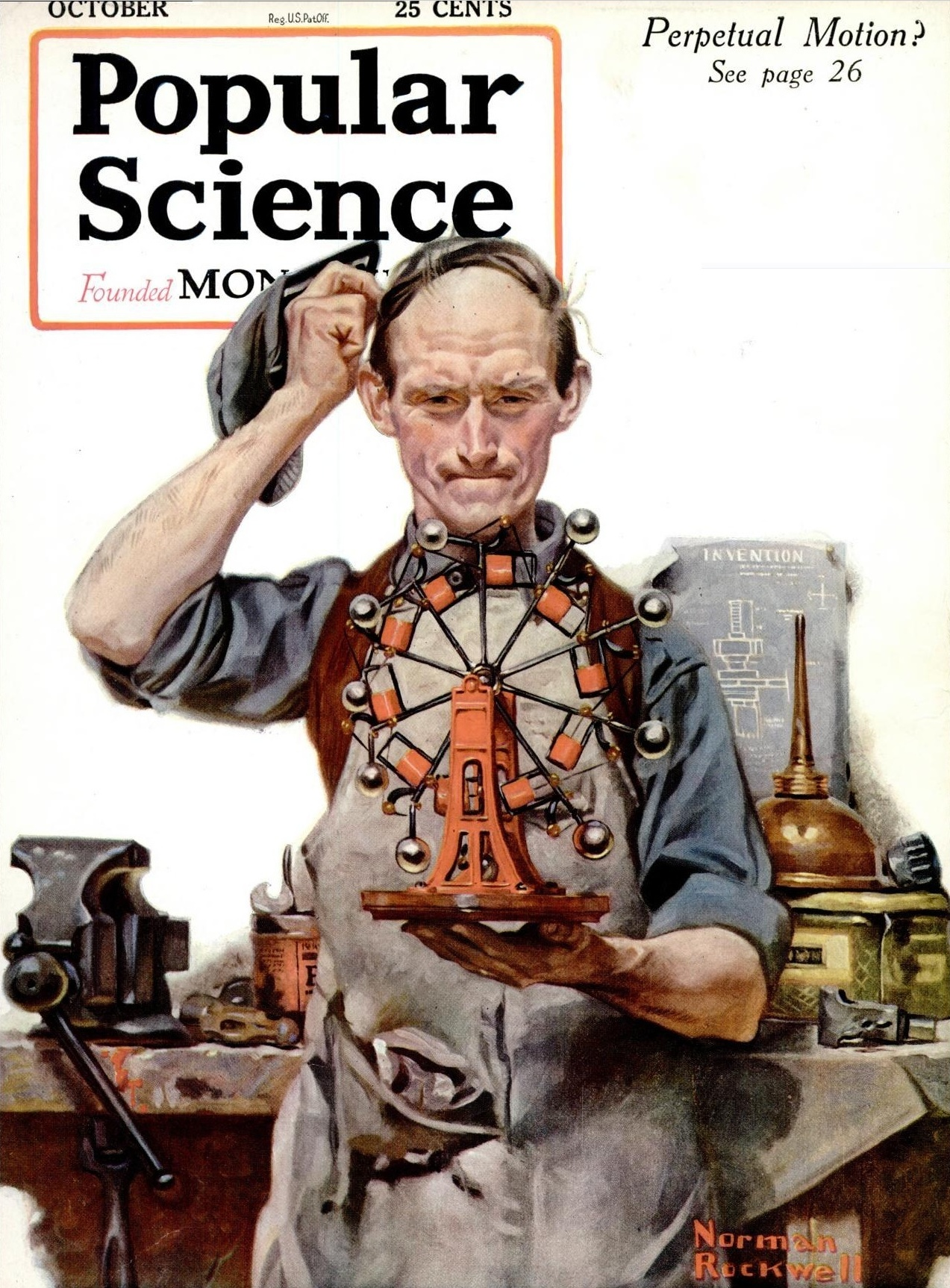
A Popular Science magazin 1920. októberi kiadása, címlapján egy örökmozgóval

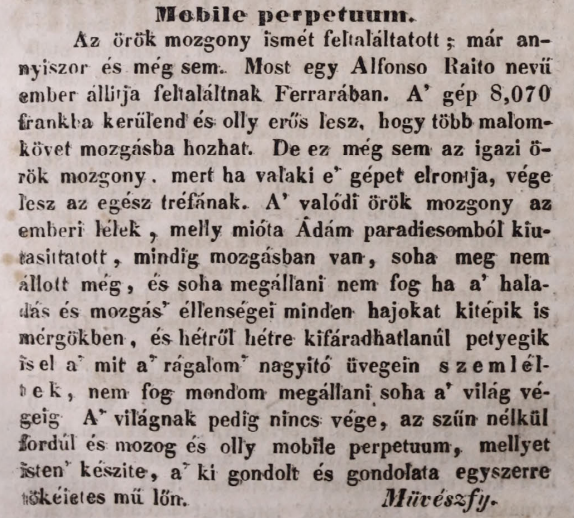
Híradás az örökmozgó feltalálásáról (Hasznos Mulatságok 1839. dec. 18.)

Az örökmozgó (perpetuum mobile) olyan hipotetikus gép, amit ha egyszer beindítunk, örökké mozgásban marad, miközben nem von el energiát a környezetétől, és a belső energiája is állandó szinten marad.

## Az örökmozgókról általában
A termodinamika kétféle örökmozgót különböztet meg:
- az elsőfajú örökmozgó olyan gép, ami több munkát végez, mint amennyi energiát felvesz a környezetétől. Egy ilyen gép hatásfoka nagyobb, mint 100%. Az energiamegmaradás törvénye, vagyis a termodinamika első főtétele alapján ilyen gépet nem lehet készíteni.
- a másodfajú örökmozgó olyan gép, ami a környezetéből felvett hőenergiát veszteségek nélkül munkavégzésre tudja fordítani. Egy ilyen gép hatásfoka pontosan 100%. A termodinamika második főtétele alapján ilyen gépet sem lehet készíteni.
- A dimenzió-elméletek, Maxwell-démon, a Noether-tétel és a szimmetriaelv csak a szubatomi részecskék szintjén nyilvánulnak meg, emiatt energia termelésére nem alkalmazhatók.

Eddig mindenki, aki azt állította, működő örökmozgóval rendelkezik, vagy elbukott, vagy eltitkolta találmánya lényegét, ezért egyetlen ilyen állítólagos eszköz működési elvét sem lehet ellenőrizni. A titkolózás szokásos hivatkozási alapja valamilyen összeesküvés-elmélet, például a kőolaj- és földgázkitermelésben érdekelt üzleti körök ellenérdekeltsége és aktív ellentevékenysége. Az örökmozgó megvalósíthatóságában hívők a tudományosan soha nem igazolt kísérletek alapján nyitottnak tekintik egy ilyen gép működőképességének lehetőségét.

## Galéria
